# Stapleton, Bristol
Stapleton är en stadsdel i Bristol i England. Stapleton var en civil parish fram till 1898 när blev den en del av Bristol. Civil parish hade 14 589 invånare år 1891. Stapleton var ett distrikt 1894–1898.